# Pré-Alpes da Alta Áustria
Os Pré-Alpes da Alta Áustria - Oberösterreichische Voralpen em alemão - é um maciço montanhoso que se encontram na  Alta Áustria, na Áustria. O ponto mais alto é o  Hoher Nock com 1.963 m.

## Localização
Os Pré-Alpes da Alta Áustria têm a Leste os Alpes de Ybbstal, a Sul os Alpes de Ennstal, a Sudeste os Montes Totes, e as Oeste os Montes de Salzkammergut.

## SOIUSA
A Subdivisão Orográfica Internacional Unificada do Sistema Alpino (SOIUSA) dividiu os Alpes em duas grandes Partes: Alpes Ocidentais e Alpes Orientais, separados pela linha formada pelo  Rio Reno - Passo de Spluga - Lago de Como - Lago de Lecco.
Os Alpes de Salzkammergut e da Alta Áustria são formados pelos Montes de Dachstein, Montes de Salzkammergut, os Montes Totes, e os Pré-Alpes da Alta Áustria.

### Classificação  SOIUSA
Segundo a SOIUSA este acidente geográfico é uma Sub-secção alpina com as seguintes características:
- Parte = Alpes Orientais
- Grande sector alpino = Alpes Orientais-Norte
- Secção alpina = Alpes de Salzkammergut e da Alta Áustria
- Sub-secção alpina =  Pré-Alpes da Alta Áustria
- Código = II/B-25.IV